# Meyers Flieder
Meyers Flieder (Syringa meyeri), auch Zwerg-Duftflieder (Syringa villosa) genannt, ist eine Pflanzenart aus der Gattung Flieder (Syringa) innerhalb der Familie der Ölbaumgewächse (Oleaceae). Das natürliche Verbreitungsgebiet liegt im nördlichen China. Sorten werden als Zierpflanze verwendet.

## Beschreibung

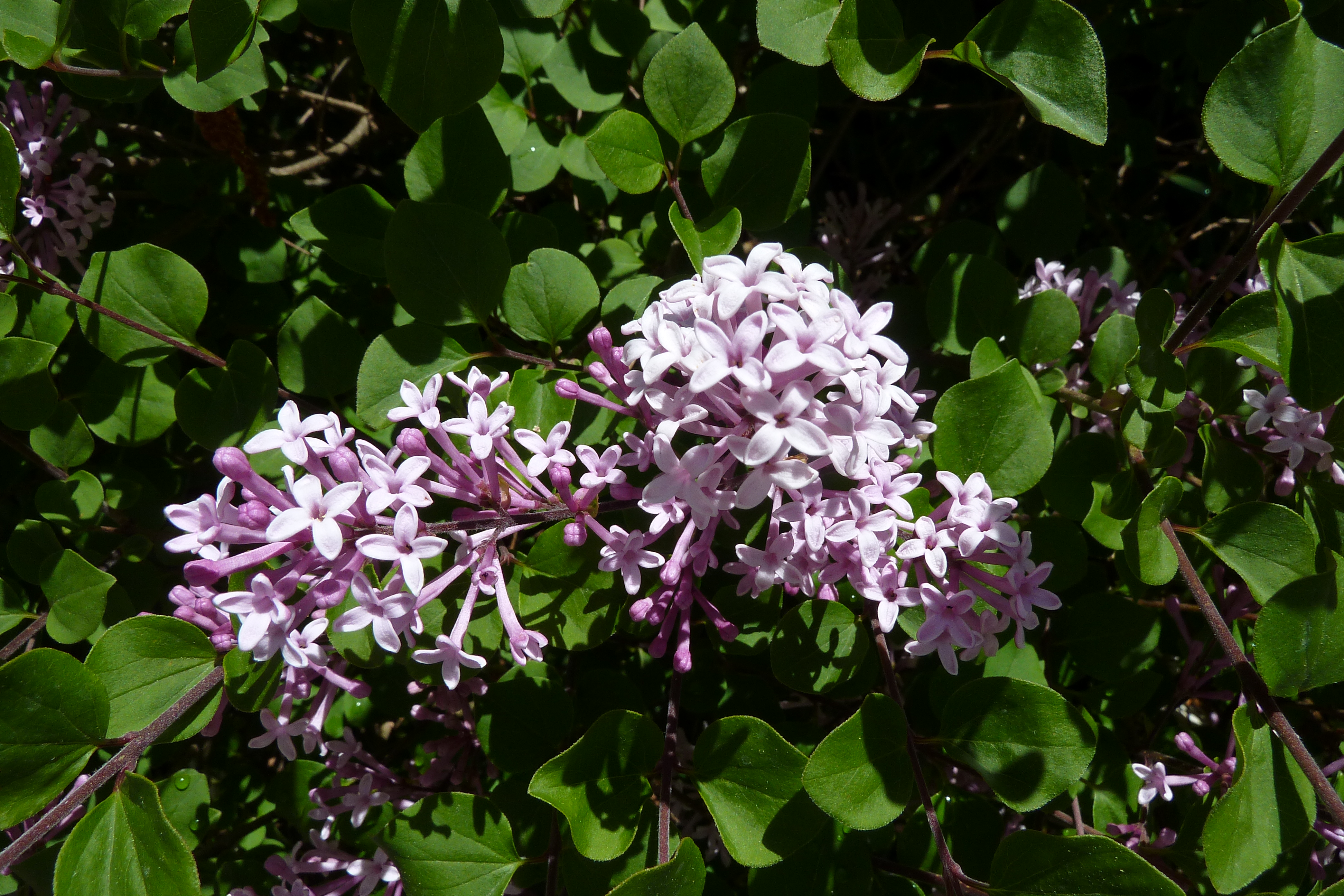
Blütenstand und Blätter

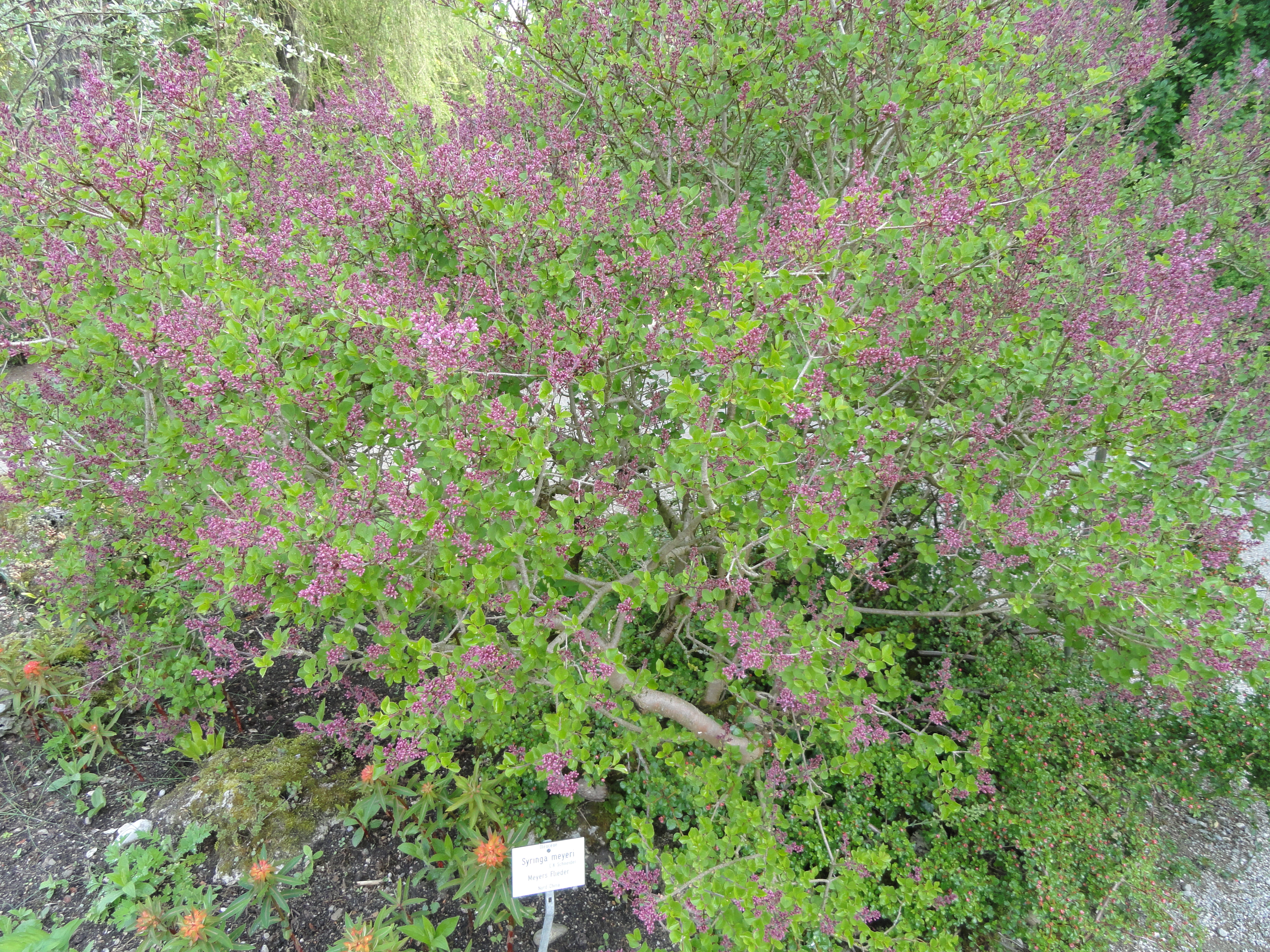
Habitus, Laubblätter und Blütenstände

### Vegetative Merkmale
Meyers Flieder ist ein bis zu 1,5 Meter hoher, locker aufgebauter, kleiner Strauch. Die Rinde der schwach vierkantigen Zweige ist kahlen oder schwach flaumig behaart. Endknospen fehlen.
Die gegenständig an den Zweigen angeordneten Laubblätter sind in Blattstiel und Blattspreite gegliedert. Der Blattstiel ist 0,6 bis 1,5 Zentimeter lang. Die einfache Blattspreite ist bei einer Länge von 1 bis 5 Zentimetern sowie einer Breite von 0,8 bis 3,5 Zentimetern elliptisch-eiförmig bis elliptisch-verkehrt-eiförmig, seltener eiförmig, breit-eiförmig oder rundlich mit spitzem, kurz zugespitztem oder stumpfem oberen Ende und keilförmiger oder mehr oder weniger gerundeter Spreitenbasis und unbewimpertem Blattrand. Die fünf Blattadern sind handförmig oder beinahe handförmig angeordnet. Die Blattoberseite ist grün und kahl, die Unterseite ist heller und entlang den Blattadern behaart.

### Generative Merkmale
In aufrecht stehenden und dicht behaarten rispigen Blütenständen, die eine Länge von 2,5 bis 10 Zentimetern sowie einen Durchmesser von 2,5 bis 4 Zentimeter aufweisen, befinden sich viele Blüten. Die Blütenstiele sind 1 bis 2 Millimeter lang.
Die zwittrige Blüte ist radiärsymmetrisch und vierzählig mit doppelter Blütenhülle. Der Kelch ist dunkel-purpurfarben, etwa 3 Millimeter lang, kahl oder schwach flaumig behaart. Die Blütenkrone ist 1,7 bis 2,0 Zentimeter lang, blauviolett, bläulich rot, bläulich rosafarben oder weiß. Die Kronröhre ist 0,5 bis 1,5 Zentimeter lang und mehr oder weniger zylindrisch. Die Kronzipfel sind länglich und ausgebreitet. Die Staubbeutel sind anfangs hellbraun, werden später schwarz und liegen unterhalb des Schlundes.
Die Kapselfrucht ist bei einer Länge von 1 bis 2 Zentimeter ovale und deutlich mit Korkporen besetzt.

## Vorkommen
Syringa meyeri kommt nur in der chinesischen Provinz Liaoning vor. Meyers Flieder wächst in Strauchflächen an Berghängen auf trockenen bis frischen, schwach sauren bis stark alkalischen, sandig-humosen oder lehmig-humosen, nährstoffreichen Böden an sonnigen bis lichtschattigen Standorten. Meyers Flieder ist frosthart.

## Systematik
Die Art Syringa meyeri gehört zur Gattung Syringa. Die Erstbeschreibung von Syringa meyeri erfolgte 1912 durch Camillo Karl Schneider in C. S. Sargent: Pl. wilson. 1, S. 301.
Je nach Autor gibt es etwa zwei Varietäten:
- Syringa meyeri C.K.Schneid. var. meyeri mit 2 bis 5 Zentimeter langen, 1,5 bis 3,5 Zentimeter breiten, elliptisch-eiförmigen oder elliptisch-verkehrt-eiförmigen, seltener eiförmigen oder mehr oder weniger runden Blattspreiten. Die Blüten stehen dicht, die Blütenkrone ist blauviolett, die Kronröhre etwa 1,5 Zentimeter lang. Diese Varietät blüht von April bis Juni und von August bis September.[5]
- Syringa meyeri var. spontanea M.C.Chang mit 1 bis 2 Zentimeter langen, 0,8 bis 1,8 Zentimeter breiten und mehr oder weniger runden bis breit-eiförmigen Blattspreiten. Die Blüten stehen locker, die Blütenkrone ist bläulich rot oder weiß, die Kronröhre etwa 0,5 bis 0,8 Zentimeter lang. Diese Varietät blüht im Mai, die Früchte reifen von September bis Oktober. Pflanzen mit bläulich-roten Blüten und weißen Blüten werden unterschiedlichen Formen (f. spontanea und f. alba) zugeordnet.[6]

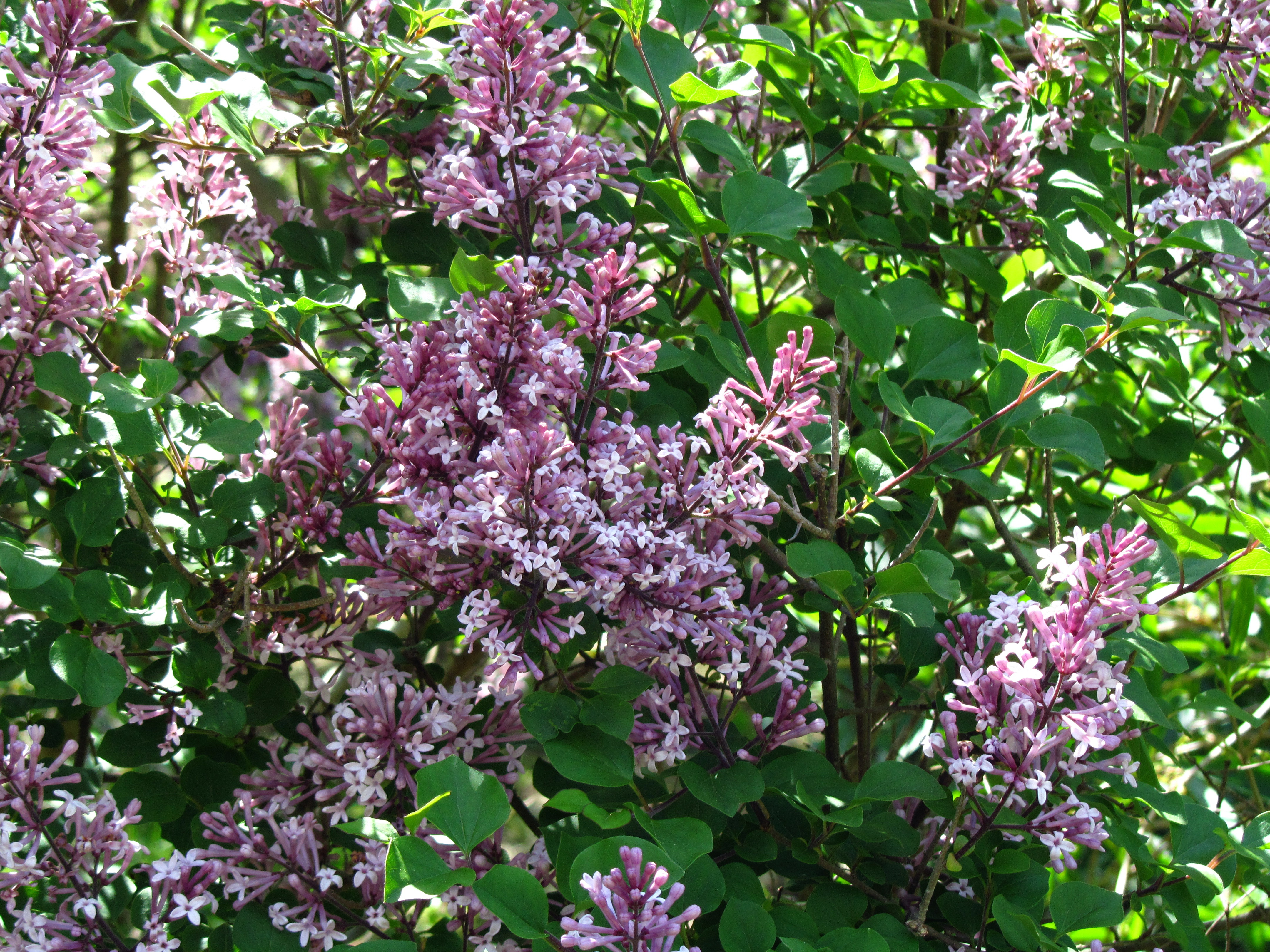
Die Sorte Syringa meyeri ‘Palibin’

## Verwendung
Meyers Flieder wird häufig aufgrund seiner dekorativen und duftenden Blüten als Zierstrauch verwendet.
Die Sorte ‘Palibin’ unterscheidet sich von der Art durch einen niedrigeren, dicht verzweigten und kompakteren Wuchs. Die Blüten befinden sich in kleinen und zahlreichen Blütenständen. Sie sind in der Knospe purpurrot, aufgeblüht weißlich rosa und blühen schon meist auch auf jungen Pflanzen. Die Sorte blüht im Juni.

## Nachweise